# Saint-Bressou
Saint-Bressou är en kommun i departementet Lot i regionen Occitanien i södra Frankrike. Kommunen ligger i kantonen Lacapelle-Marival som tillhör arrondissementet Figeac. År 2022 hade Saint-Bressou 122 invånare.

## Befolkningsutveckling
Antalet invånare i kommunen Saint-Bressou
| Referens: INSEE |